# Pocota
Pocota is een vliegengeslacht uit de familie van de zweefvliegen (Syrphidae).

## Soorten
- P. bomboides Hunter, 1897
- P. personata (Harris, 1780)